# 內門區
內門區，舊稱「羅漢內門」，前身「內門鄉」，位於台灣高雄市東北部，境內多為山坡地，平地極少，東北連杉林區，東南連旗山區，西北連臺南市龍崎區、左鎮區、南化區，西南接田寮區，氣候上則屬亞熱帶季風氣候。經濟產業上主要為農業與畜牧業，另由於內門區也有不少居民為從事辦桌服務的廚師，有「總舖師之鄉」的美稱。
每年三月底至四月初舉辦的「高雄內門宋江陣嘉年華會」是內門區重要的民俗慶典，並曾入選交通部觀光局主辦「臺灣十二大地方節慶活動」的三月份活動。內門紫竹寺與南海紫竹寺每年舉辦的「羅漢門迎佛祖」是慶祝觀音佛祖聖誕舉辦的平安祈福繞境活動，已於2014年由文化部指定為國家重要民俗活動，為該區的代表特色文化活動。

## 歷史
內門區原為平埔原住民馬卡道族大傑顛社故地，舊稱「羅漢門」，後來分為羅漢內門里、羅漢外門里，其地名由來有兩種說法：一是說大學士沈光文因作詩諷刺鄭經，幾遭不測，便喬裝為僧侶逃到此地，並搭起茅寮招收生徒，在經過他的講學後，此地成為一個人文薈萃之地，由於當時追隨沈光文者多為鴻儒，後人便將「橫經講學鴻博之士」所避居之地，取名為「羅漢門」；二是當時平埔族原住民將烏山山脈到楠梓仙溪以東的地區稱為「Rohan」，而二層行溪上游地形險峻，如同羅漢把守兩側，漢人移民因而將「Rohan」附會為「羅漢門」。
1920年台灣地方改制，將此地易名為「內門」，設置「內門庄」，劃歸高雄州旗山郡管轄，戰後改設內門鄉。2010年12月25日改為內門區。

## 地理
內門區整體主要屬於阿里山山脈新化丘陵的一部分，地勢北高南低:16。縱貫內門區的烏山山脈將內門分成西邊的內門盆地與東邊的溝坪盆地，分別屬於二仁溪流域與旗山溪流域:16。在地質上與臺南左鎮、南化、高雄田寮等地同屬古亭坑層（亦稱「南化泥岩層分布帶」），使得惡地地形發達，呈現「月世界」的景色:18。而由於惡地地形表土易遭雨水沖刷侵蝕、泥岩有效孔隙率低等因素，內門的優勢植物大多是像刺竹、鳳凰木、銀合歡等根系較淺的植物:19、21。

### 兩大盆地
在山脈的分隔下，內門區大致分成內門盆地與溝坪盆地。西邊的內門盆地屬於二仁溪的上游，也就是昔日所謂的「羅漢內門」地區:16。內門盆地東西最寬4公里，南北則有8公里，大致佔有三分之二個內門區:16。盆地內部大致平坦，整體高度在60到80公尺，但有部分因二仁溪與其支流切割下鑿而形成深20公尺的掘鑿曲流:16。內門盆地的地層主要是第三紀上新世的卓蘭層，由砂岩、粉砂岩、頁岩與青灰色泥岩組成，惡地地形則是因為其中的泥岩抗蝕力較差之故而形成:16。
東邊的溝坪盆地在過去屬於「羅漢外門」地區，有旗山溪上游支流溝坪溪流經:16。地勢比內門盆地高，約在80到100公尺左右，而溝坪溪兩岸則被切割成陡峭的丘陵:17。在地質上，溝坪盆地屬於中新世晚期的石內層，以內門斷層與古亭坑層相接:17。

### 地形對人文的影響
由於內門區整體位在丘陵地區，且有惡地地形以及蜿蜒的山溝溪流遍布，使得地表破碎崎嶇:21。這使得內門早期交通路徑不是沿著河谷，便是沿著山崙稜線發展:21。在雨季時，暴漲的溪水會將各交通路徑切斷:21，且可能發生地基滑動或坡地崩塌等情況，使得交通相當地不便:22、23。
而地理因素也使得內門聚落除了平地較多的內埔、中埔、觀音亭一帶能發展成小集村，其他地方大多是散村形式，且遠離河川溝谷以免在雨季時受到坡地崩塌的影響:23－25。也由於惡地地形不利於農作物生長，故內門地區的農民極力發展其他的財源，其中以「牲畜飼養」為大宗，養豬業在二次大戰後大幅成長，直到近年來環保意識高漲，使得豬隻數量大幅減少:27。

### 人口
根據高雄市政府民政局統計，2024年底內門區戶數約5.2千戶，人口約1.3萬人，區內人口最多與最少的里分別是觀亭里與瑞山里，2024年底兩里人口分別為1,708人與307人。

## 政治

### 歷任首長

#### 鄉長
| 屆序 | 姓名   | 備註                   |
| ---- | ------ | ---------------------- |
| 1    | 郭秋塗 |                        |
| 2    | 郭秋塗 |                        |
| 3    | 郭秋塗 |                        |
| 4    | 陳萬富 | 上任後被判當選無效解職 |
| 4    | 黃承城 |                        |
| 5    | 黃承城 |                        |
| 6    | 蕭德源 |                        |
| 7    | 洪善教 |                        |
| 8    | 郭金龍 |                        |
| 9    | 潘成助 |                        |
| 10   | 龔文雄 |                        |
| 11   | 龔文雄 |                        |
| 12   | 卓順誠 |                        |
| 13   | 黃萬來 |                        |
| 14   | 黃萬來 |                        |
| 15   | 洪輝煌 |                        |

#### 區長
| 屆次 | 姓名   | 備註                     |
| ---- | ------ | ------------------------ |
| 1    | 洪輝煌 |                          |
| 2    | 楊娟華 |                          |
| 3    | 邱瑞金 | 接任新興區公所區長       |
| 4    | 黃中中 | 接任岡山區公所區長       |
| 5    | 陳景星 | 原大樹區公所區長調任任職 |

### 區政組織
內門區公所是高雄市政府在內門區的派出機關，在中華民國政府架構中為市政府綜理區政的執行機關，上級業務監督機關為高雄市政府。区长由市長任命，其任期為無任期保障。在區長及主任秘書之下，設有3課4室等7個內部單位。

### 行政區劃

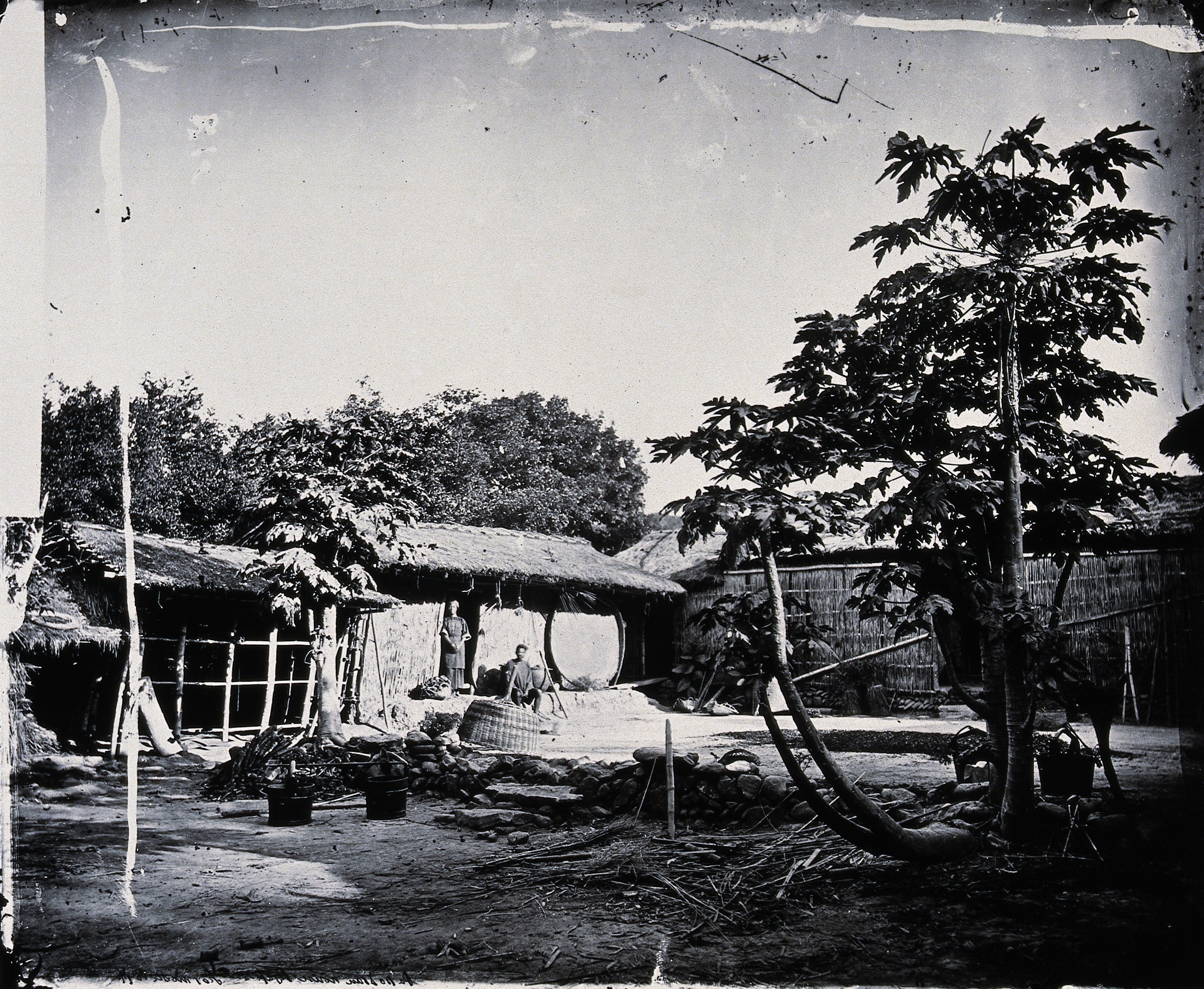
同治十年（1871年）羅漢內門里木柵庄的原住民大武壠族聚落

| 內門區行政區劃 |
| 金竹里 溝坪里 永興里 永 吉 里 永 富 里 石 坑 里 內興里 木柵里 三 平 里 內門里 內 豐 里 光 興 里 東 埔 里 觀亭里 中 埔 里 內 東 里 瑞山里 內南里 |

## 教育

### 大專院校
- 實踐大學高雄校區

### 國民中學
- 高雄市立內門國民中學[9]

### 國民小學
- 高雄市內門區內門國民小學[10]
- 高雄市內門區西門國民小學（2023年8月裁撤，學生轉入觀亭國小）
- 高雄市內門區金竹國民小學[11]
- 高雄市內門區木柵國民小學[12]
- 高雄市內門區觀亭國民小學[13]
- 高雄市內門區景義國民小學（2023年8月裁撤）
- 高雄市內門區溝坪國民小學[14]

## 交通

### 公路

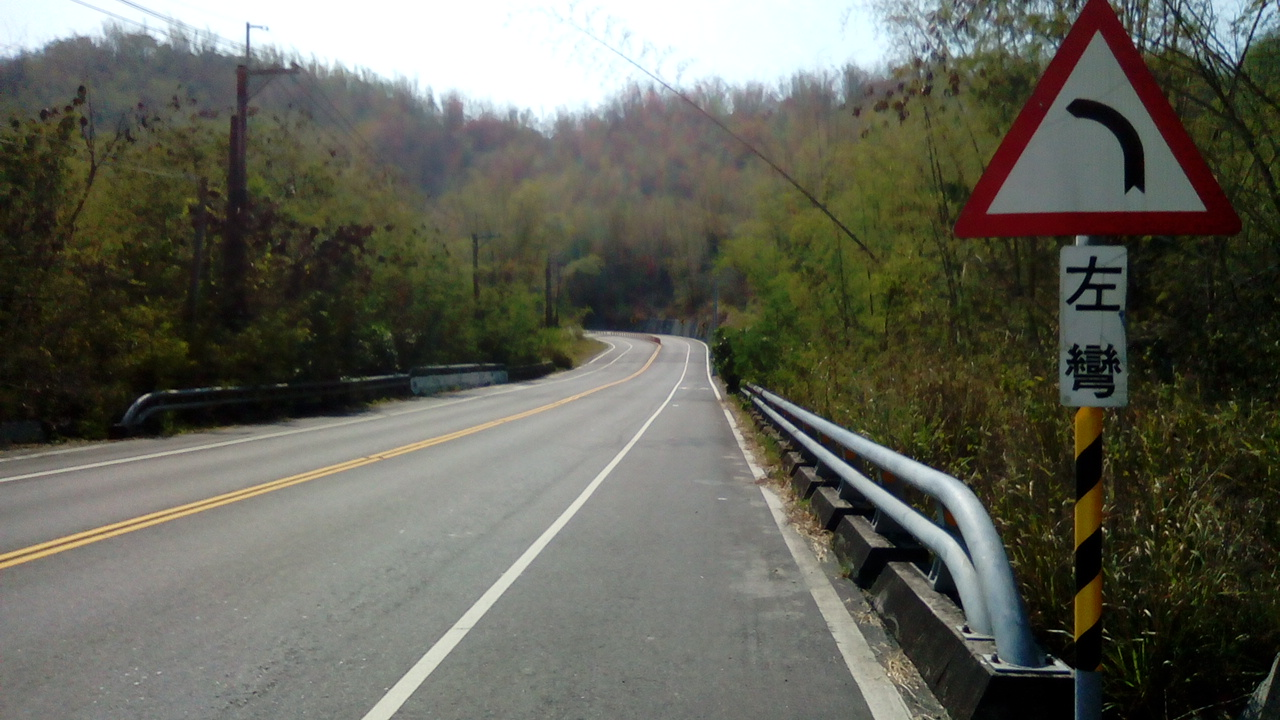
佈滿箭竹林的182市道(旗南公路)

- 台3線：嘉屏公路、南屏路、中正路、旗文路。往北接台南市南化區，往南接旗山區、屏東縣。
- 台28線：內門區最南端的公路。
- 市道182號：內東里往北接台南市龍崎區。
- 高125線：高雄市內門區內東里番子鹽到市道182號。
- 高117線：溝坪地區(金竹.溝坪.永興.永吉.永富等5里)連通旗山區

## 宗教信仰

#### 道教和臺灣民間信仰
- 內門紫竹寺（觀亭紫竹寺，又稱「觀亭廟」（舊廟）
- 南海紫竹寺（又稱「內埔廟」）
- 南海紫竹林寺
- 內門順賢宮
- 內門紫雲宮
- 內門金龍寺
- 內門龍鳳宮
- 協天觀音寺
- 溝坪興天宮
- 內門法主宮
- 內門聚善堂
- 內門二埔朝天宮
- 內門龍潭天后宮
- 內門尪仔上天山南宮

#### 佛教
- 海德蓮寺
- 五智山光明王寺

#### 原住民祖靈信仰
- 太祖的廟（龍山石公崖公廨）
- 望寮太祖廟

#### 基督宗教
| 宗派                             | 教會（禮拜堂 / 聖堂）    |
| -------------------------------- | ------------------------ |
| 歸正宗長老會（臺灣基督長老教會） | 木柵教會、永興教會       |
| 召會                             | 高雄市召會（南屏路會所） |

## 在地文化
- 武陣：宋江(獅)陣、龍陣
- 文陣：南管（太平歌）、牛犁陣、桃花過渡、跳鼓陣、大旗陣、七里響陣

## 名勝

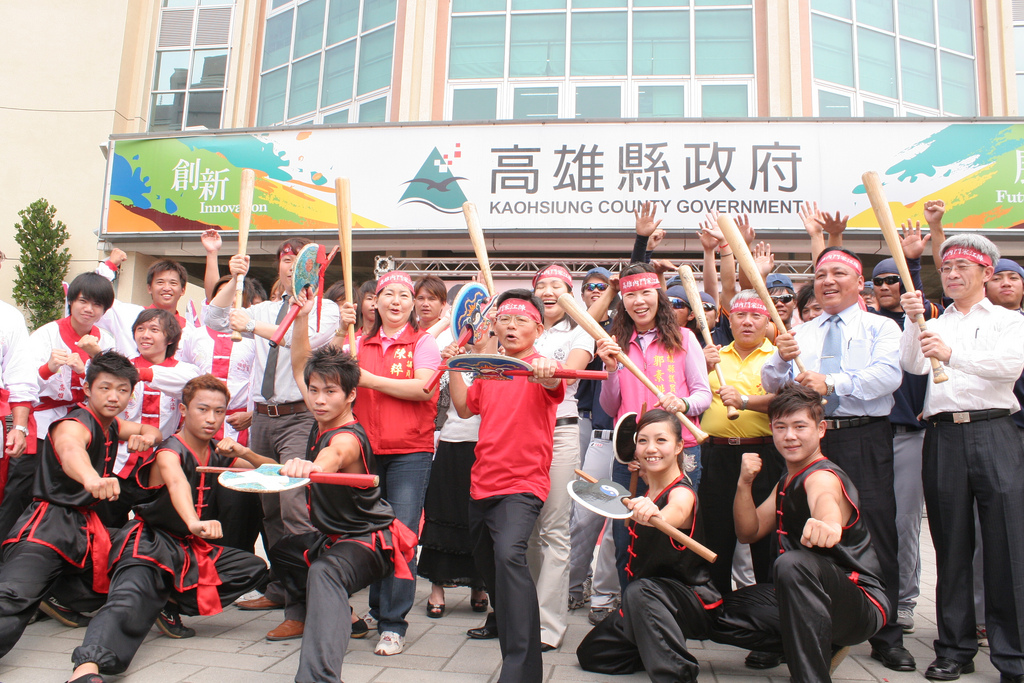
「2010高雄內門宋江陣嘉年華會」宣傳記者會

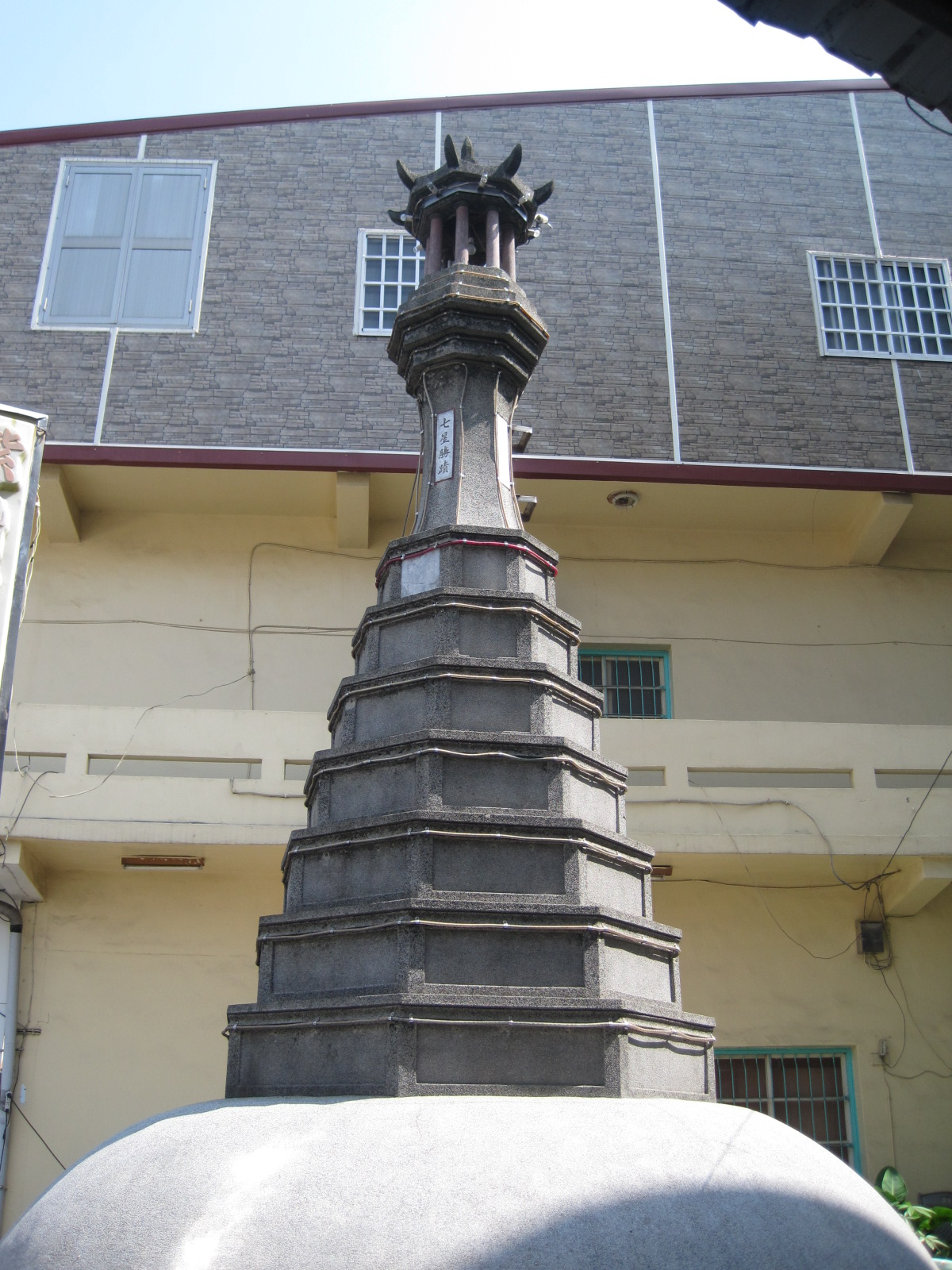
七星塔

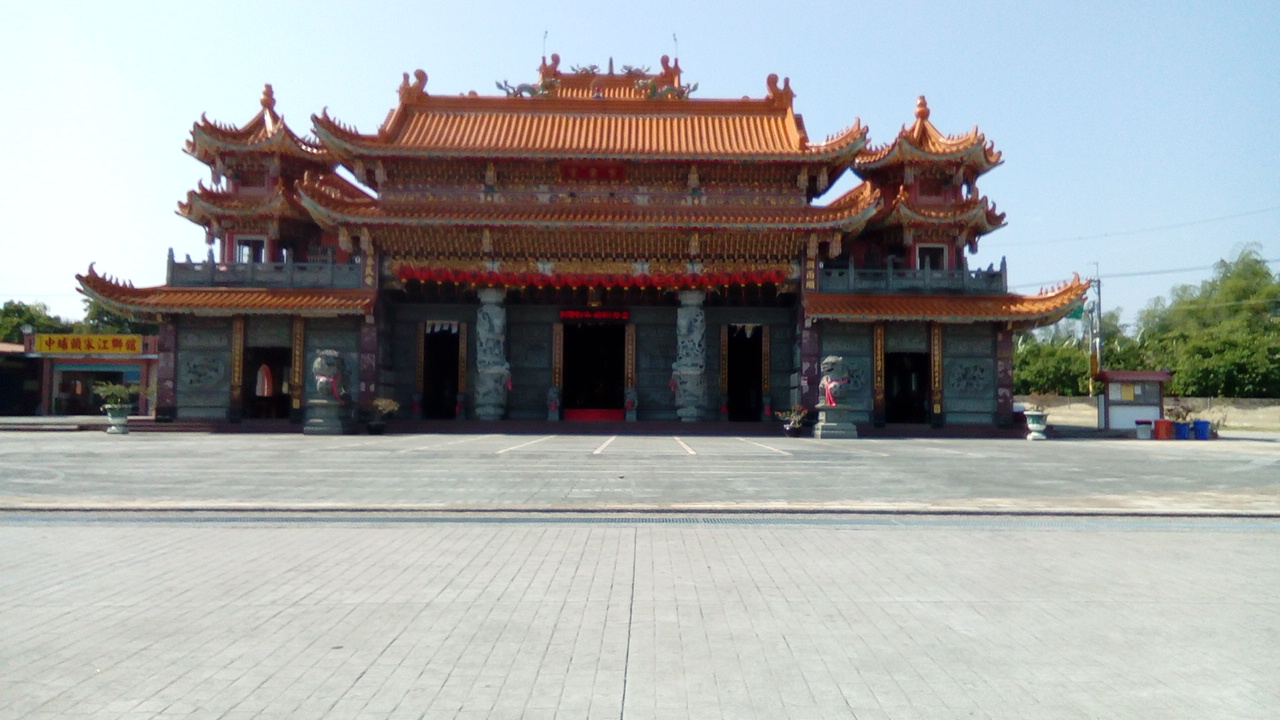
內門紫雲宮

- 萃文書院
- 七星墜地（七星塔）
- 內門休閒農業園區（木柵吊橋；健行步道）
- 羅漢門文史尋根工作室
- 溝坪里華山樸園山莊
- 溝坪里華園水泉農場

## 特產
- 龍眼（龍眼蜜、龍眼乾、龍鳳酥）
- 鳳梨
- 芭樂
- 花生糖
- 荔枝
- 火鶴花
- 萬能薯
- 香腸
- 總舖師

## 外部連結
- 內門區公所 （页面存档备份，存于）